# Marcello Semeraro
Marcello Semeraro, född 22 december 1947 i Monteroni di Lecce, Apulien, är en italiensk kardinal och ärkebiskop. Han är sedan den 15 oktober 2020 prefekt för Kongregationen för helgonförklaringsprocesser.

## Biografi
Marcello Semeraro prästvigdes den 8 september 1971. År 1980 blev han doktor i teologi vid Påvliga Lateranuniversitetet i Rom.
I juli 1998 utnämndes Semeraro till biskop av Oria och vigdes den 29 september samma år av ärkebiskop Cosmo Francesco Ruppi. Ärkebiskop Ruppi assisterades vid detta tillfälle av biskoparna Domenico Caliandro och Donato Negro. Den 1 oktober 2004 blev Semeraro biskop av Albano. Påve Franciskus utnämnde den 15 oktober 2020 Semeraro till prefekt för Kongregationen för helgonförklaringsprocesser; Semeraro erhöll i samband med detta den personliga titeln ärkebiskop.
Vid ett konsistorium den 28 november 2020 upphöjde påve Franciskus Semeraro till kardinaldiakon med Santa Maria in Domnica som diakonia. 

## Bilder

Kardinal Semeraros diakonia
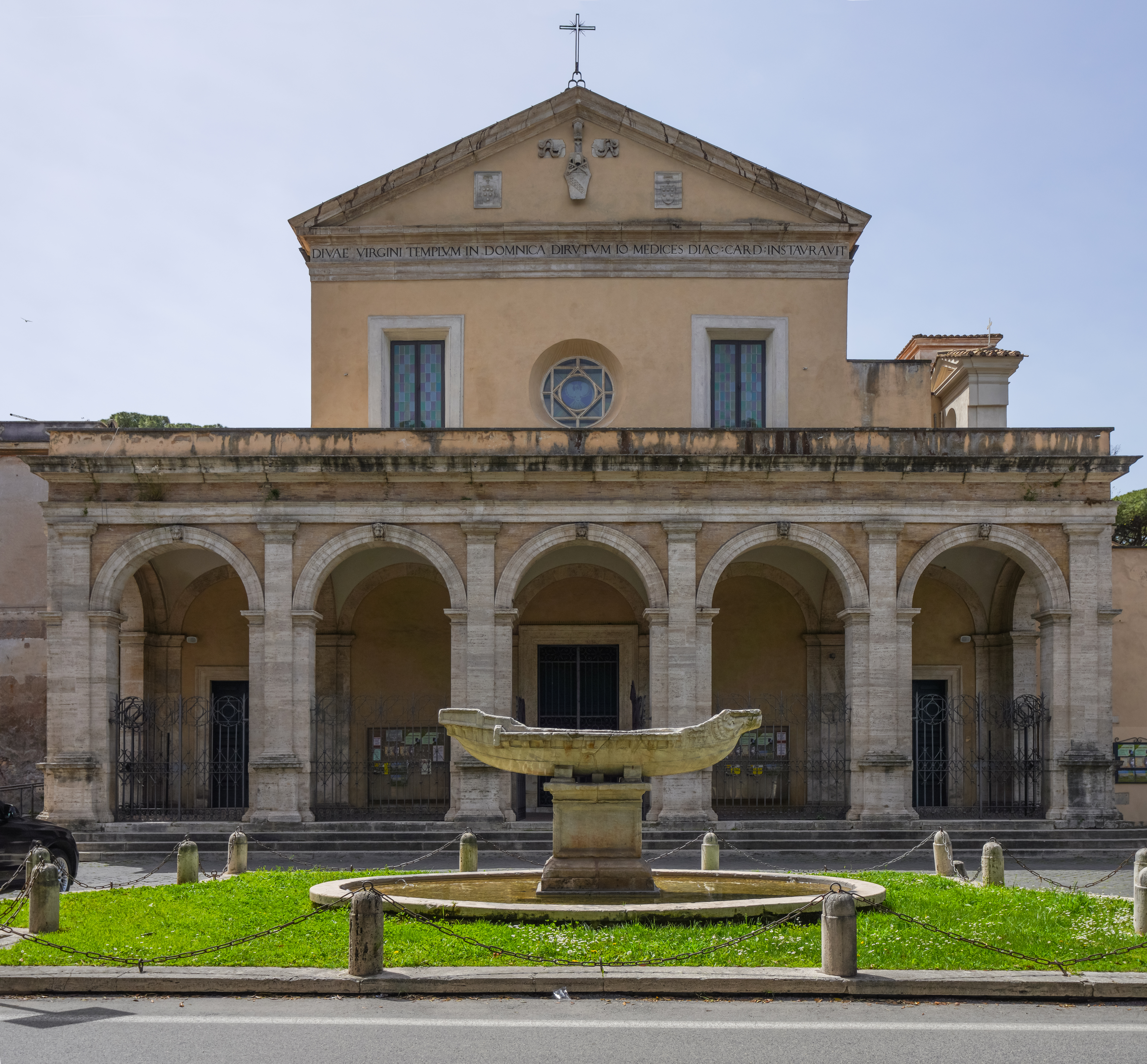
Santa Maria in Domnica.